# Linia kolejowa Bologna – Verona
Linia kolejowa Bologna – Verona – główna włoska linia kolejowa, łącząca Weronę z Bolonią. Linia łączy się z Koleją Brennerską oraz z szybką koleją Bolonia-Florencja. Jest częścią I korytarza transeuropejskich sieci transportowych (TEN-T). 
Infrastruktura kolejowa jest zarządzana przez Rete Ferroviaria Italiana, spółkę zależną od FS.